# Maison dite des « Évêques » de Puissalicon
La maison dite des « Évêques » a été construite au XIVe siècle à l'intérieur d'ancienne enceinte du village de Puissalicon dans le département de l'Hérault.

## Historique
Peu de documents permettent de connaître la date de construction et son commanditaire. L'étude de la structure du bâtiment permet de préciser la date probable de la construction et du maître d'ouvrage.
La structure du bâtiment le rapproche des livrées avignonnaises construites au XIVe siècle par les cardinaux résidant dans le Comtat Venaissin au temps de la papauté avignonnaise. Les dimensions de la grande salle ou « aula » rapprochent cette maison de la livrée de Viviers.
La maison a servi de bâtiment agricole pour les anciens propriétaires qui s'étaient opposés à l'inscription du bâtiment au titre des monuments historiques. Il a été racheté en 2021 par un couple de nationalité suédoise qui a accepté qu'un diagnostique archéologique soit fait par l'Inrap en 2023 permettant son inscription en 2024. L'étude dendrochronologique de la charpente donne une date des bois de charpente comprise entre 1076 et 1322. La date de 1322 semble être la date de fin de l'abattage des arbres. Cependant, comme il s'agit de bois de sapin dont l'aubier n'est pas distinct du duramen, cette date est incertaine et peut être plus récente.
L'absence de sources ne permet pas de confirmer le nom du commanditaire. En 1948, le bâtiment a été remarqué par Roger Hyvert, recenseur des Monuments Historiques. Il reprend la tradition locale qui attribue la propriété aux archevêques de Narbonne mais en émettant un doute car aucun acte des archives de l'archevêché ne mentionne cette propriété. Il mentionne comme commanditaire possible Guillaume de la Broue, archevêque de Narbonne de 1245 à 1257 et natif de Puissalicon, Pierre de La Jugie, archevêque de Narbonne de 1347 à 1375 et Hugues de La Jugie, évêque de Béziers entre 1349 et 1371, puis de Carcassonne.
Ces deux derniers sont les frères d'Ermengarde de La Jugie, épouse de Bernard Raymond de Durfort, et de Nicolas de La Jugie qui a acquis la seigneurie de Puissalicon en 1368. Les cardinaux Guillaume de La Jugie et Pierre de La Jugie et de Hugues de La Jugie, sont les neveux du cardinal Pierre Roger devenu le pape Clément VI en 1342 qui était le beau-frère de leur père, Jacques de La Jugie. Il a fait la fortune de cette famille. Il est donc probable que ce soit un des membres de cette famille qui est à l'origine de la construction de cette maison dans son apparence actuelle.

## Protection
La maison dite des évêques a été inscrite au titre des monuments historiques le 23 septembre 2024.

## Description
La maison est une habitation privée.